# Höhle von Theusseret

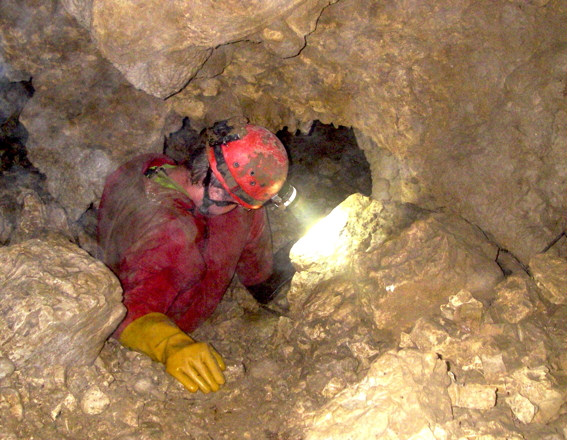
Im Eingangsteil der Höhle

Die Höhle von Theusseret (frz. Grotte inférieure du Theusseret) ist eine rund 750 m lange wasserführende Horizontalhöhle mit mehreren Siphons in den Kalkschichten des Malm. Sie liegt in der Nähe der Ortschaft Goumois am Ufer des Doubs im Kanton Jura in der Schweiz. Die emergenten hydrogeologischen Verhältnisse, d. h. die plötzliche unberechenbare Veränderungen des Wasserstandes, haben 1986 beinahe zu einer Tragödie geführt. Von einem Besuch der Höhle durch höhlenunkundige Touristen, ohne Spezialausrüstung (Neoprenanzüge u. a.) oder bei unsicherer Witterung ist dringend abzuraten.

## Hydrogeologie

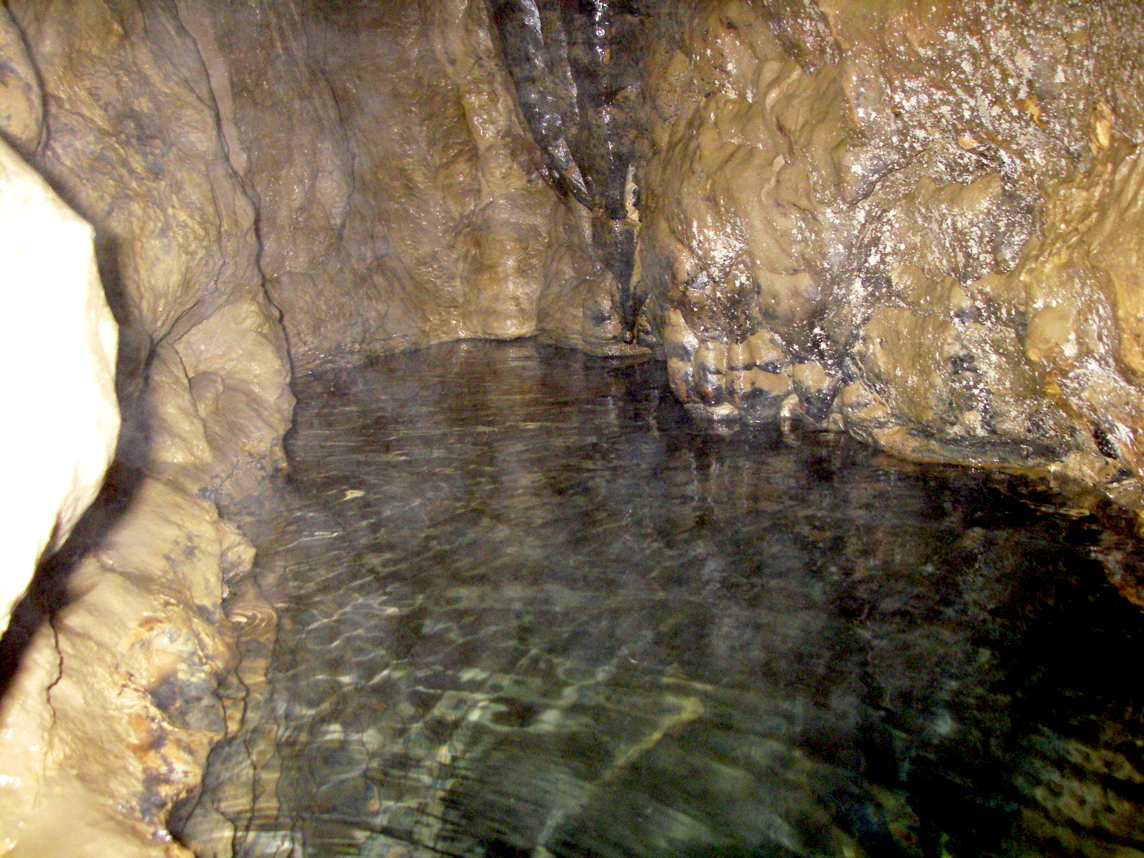
Tauchstelle 1. Siphon, kurz nach dem Eingangsteil, bei niedrigem Wasserspiegel

Die Gründe für die schwankenden Wasserpegel sind nicht genauer bekannt. Der Höhleneingang dient jedenfalls selten und nur kurzzeitig der Entwässerung. Vermutlich entwässert die Theusseret auf Höhe des Doubs in den Bach oder von unten in sein Bachbett.

## Vorfall von 1986
Im Januar 1986 wurden zwei Basler Höhlenforscher während einer Höhlenvermessungstour von plötzlich ansteigendem Wasser überrascht, als sie sich ca. 200 Meter vom Eingang befanden. Sie konnten sich an einen höher gelegenen Ort in der Höhle zurückziehen. Zur Befreiung waren zahlreiche Höhlenretter, Feuerwehrleute, die Rettungsflugwacht und die Kantonspolizei während zweier Tage im Einsatz. Mithilfe von sechs leistungsfähigen Pumpen wurde der Wasserspiegel soweit abgesenkt, dass die beiden eingeschlossenen Männer nach 40 Stunden des Ausharrens die Höhle unbeschadet verlassen konnten.